# Declaração de Independência da Palestina

Bandeira da Palestina, aprovada pelo "Conselho Nacional Palestino" como representante do Estado Palestino.

Países que reconheceram formalmente o Estado da Palestina.

A Declaração de Independência Palestina foi escrita pelo poeta palestino Mahmoud Darwish e proclamada por Yasser Arafat, líder da Organização para a Libertação da Palestina (OLP), em 15 de novembro de 1988 em Argel.  Havia sido previamente aprovada pelo Conselho Nacional Palestino, órgão legislativo da OLP, com 253 votos a favor, 46 contra e 10 abstenções. Depois da declaração, Arafat assumiu o cargo de "presidente da Palestina".
Apesar da proclamação unilateral do Estado da Palestina, no momento da declaração, a OLP não exercia controle sobre qualquer território, designou Jerusalém como capital da Palestina, que estava sob o controle ilegal de Israel. Portanto, esta enunciação de independência, foi interpretada como um gesto simbólico.
Em 28 de outubro de 1974, a cúpula da Liga Árabe, realizada em Rabat, designou a OLP como "único representante legítimo do povo palestino e reafirmou o seu direito de estabelecer um estado independente de urgência”.
Reconhecido por 94 países após sua proclamação, o Estado Palestino não era independente de facto, e sua extensão geográfica é, geralmente, identificada com os territórios palestinos.
Em janeiro de 2012, 130 países, membros da ONU, haviam confirmado formalmente o Estado da Palestina.

## Consequências

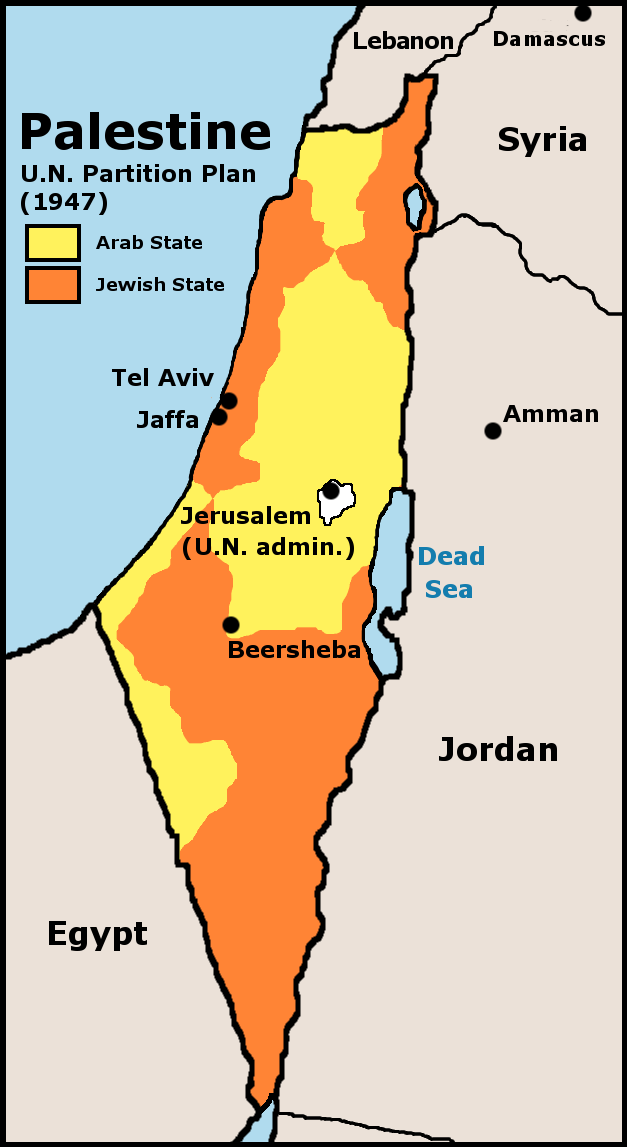
Mapa do Plano da ONU para a partição da Palestina de 1947, que dividiu os territórios da Palestina sem consultar os Palestinos nativos, sendo a parte laranja (maior e mais fértil) para Israel e a parte amarela para a Palestina. O plano foi rejeitado pela OLP e os países árabes, pois a ONU não possuía soberania sobre a Palestina para esta divisão, portanto, ela é ilegítima.

A declaração foi acompanhada por uma chamada do CNP para as negociações multilaterais sobre a base da Resolução 242 do Conselho. Esta chamada foi mais tarde nomeada de "compromisso histórico", uma vez que envolveu a aceitação da "solução de dois Estados", onde não é mais questionada a legitimidade do Estado de Israel. O comunicado político do CNP acompanhou a declaração para a retirada das tropas israelenses de "Jerusalém Oriental" e dos outros territórios palestinos ocupados ilegalmente, até o momento (2019) por Israel.
Como resultado da declaração, a Assembléia Geral da ONU convocou Yasser Arafat, presidente da OLP, para dar um discurso. Uma resolução da Assembleia decidiu "o reconhecimento da proclamação do Estado da Palestina pelo Conselho Nacional Palestino em 15 de novembro de 1988," e ainda ficou decidido que "Palestina" seria a designação utilizada pela ONU em vez de "Organização de Libertação da Palestina". Cento e quatro Estados votaram a favor da resolução, 44 se abstiveram, e dois  (os Estados Unidos e Israel) votaram contra. Em meados de dezembro, 75 Estados já haviam reconhecido a Palestina, chegando a 93 em fevereiro de 1989 e 130 em fevereiro de 2012.